# كيرادينيا
الكيرادينيا (باللاتينية: Cheiradenia) جنس نباتي ينتمي إلى الفصيلة السحلبية. يضم بضعة أنواع موطنها شمال أمريكا الجنوبية.